# سفر اکتشافاتی سلف مانسا موسی در اقیانوس اطلس
در ۱۳۲۴ میلادی، هنگامی که مانسا موسی طی مراسم حج در قاهره ماند، حاکم امپراطوری مالی به مقامات مصری که برای به قدرت رسیدن با آنها دوستی کرده بود گفت: او هنگامی به قدرت رسید که سلف او اوگانی را در تلاش برای عبور از اقیانوس اطلس رهبری کرد و هیچگاه برنگشت. این گزارش توسط تاریخ‌نگار عرب، ابن فضل‌الله عمری ثبت شده که علایق قابل توجهی را ثبت کرد و گمانه‌زنی‌هایی را برانگیخت که این ماجرا مثالی از تماس فرا-اقیانوسی پیشا-کلمبیایی است. در عرف این سفر دریایی را به «مانسا ابو بکر دوم» (Mansa Abu Bakr II) نسبت می‌دهند، اما چنین مانسایی هیچگاه سلطنت نکرده‌است. بلکه استدلال می‌شود که این سفر دریایی توسط «مانسا محمد ابن کو» انجام شده‌است.
تاریخ دقیقی برای این سفر دریایی مشخص نشده، گرچه که طبق تحلیل‌ها در ۱۳۱۲ یا مدت کوتاهی قبل از آن، یعنی سالی که گفته می‌شود موسی به مانسا تبدیل شده‌است. هیچ شواهد واضحی در مورد سرنوشت این سفر دریایی یافت نشده‌است.

## گزارش موسی
مانسا موسی در قاهره به مدت سه ماه در ۱۳۲۴ میلادی در حالی که در مسیر مکه برای حج بود باقی ماند. در حالی که آنجا به سر می‌برد، با امیری به نام ابو الحسن علی ابن امیر حاجب دوست شد، کسی که فرماندار ناحیه قاهره بود که موسی در آنجا اقامت داشت. ابن امیر حاجب بعدها با محققی به نام العمر چیزهایی که از مالی و گفت و گوهایش با موسی یادگرفته بود را بازگو کرد. در یکی از این گفت و گوها، ابن امیر حاجب از موسی خواست که بگوید چگونه پادشاه شده و موسی اینگونه پاسخ می‌دهد:
ما به خانه‌آی تعلق داریم که به صورت موروثی پادشاه اند. پادشاهی که سلف من بود معتقد نبود که کشف بیشترین سرحدات اقیانوس اطلس غیرممکن بوده و شدیداً آرزو داشت تا این کار را انجام دهد؛ بنابراین او ۲۰۰ کشتی را پر از افراد و همان تعداد کشتی را مجهز به طلا، آب و تدارکات کافی برای سال‌ها زنده ماندن کرد و به شخصی که نماینده رهبریشان را بر عهده داشت گفت: «تا زمانی که به پایانش نرسیدید، یا زمانی که تدارکات و آبتان تمام نشده باشد برنگردید». آن‌ها راهی شدند و مدت زمان زیادی گذشت و کسی برنگشت. سپس یک کشتی برگشت و از کاپیتان اخباری که آورده بود را جویا شدیم. او گفت: «بله جناب سلطان، ما به مدت زمان زیادی سفر کردیم تا زمانی که [گویا] رودخانه‌ای از جریانی قوی در آب‌های باز نمایان شد. کشتی من آخرینشان بود. [سایر] کشتی‌ها مستقیم رفتند اما وقتی به آن مکان رسیدند بازنگشتند و اثری ازشان دیده نشده و از سرنوشتان خبری نیست. اتفاقی که برای من افتاد این بود که تا حوالی آنجا رفتم و وارد آن رودخانه نشدم.» اما سلطان به حرف او اعتقاد نداشت. سپس سلطان ۲۰۰۰ کشتی را آماده کرد، ۱۰۰۰ تا برای خود و نیروهایش و ۱۰۰۰ تای دیگر برای آب و تدارکات. او وظیفه ایجاد نماینده برایش را به من سپرد و مردانش رهسپار اقیانوس اطلس شد. این آخرین باری بود که ما او و تمام افرادی که با او بودند را دیدیم و بنابراین خودم من پادشاه شدم.
ثبت این مکالمه توسط العمری تنها گزارش این ماجراجویی است، چرا که توسط سایر مورخان عرب قرون وسطی یا سنن شفاهی آفریقای غربی ذکر نشده‌است. با این وجود، احتمال چنین سفر دریایی توسط چندین مورخ جدی انگاشته شده‌است.

## هویت سلف موسی
هویت مانسا که مسئول اکتشافات بوده‌است، موضوع سرگشتگی شده. ثبت العمری از موسی، نام موسی را ذکر نکرده و هویتی از او ذکر نمی‌کند جز این که سلف موسی بوده‌است. براساس نوشته‌های چندین دهه بعد ابن خلدون تاریخ‌نگار، سلف موسی که به مانسا شناخته می‌شود در حقیقت «محمد ابن قو» بود. براساس این گفته، چندین تاریخ‌نگار این سفر اکتشافی را به مانسا محمد نسبت داده‌اند.
بسیاری از منابع، مانسای مورد بحث را ابوبکر دوم دانسته‌اند. با این حال، درج «مانسا ابوبکر دوم» در فهرست حکام مالی خطایی است که ناشی از ترجمه بد از متون ابن خلدون توسط تاریخ‌نگار قرن نوزدهم میلادی، «بارون دی اسلین» است. دی اسلین ابن خلدون را به گونه‌ای ترجمه کرده‌است که گویی می‌گوید پادشاهی از محمد به ابوبکر و سپس به موسی منتقل شده‌است. در حالی که در متن اصلی عربی، ابوبکر تنها در نقشش به عنوان جد نسل موسی ذکر شده، نه به عنوان حاکم. ابوبکر مورد بحث برادر سونجاتا بود، یعنی مؤسس امپراطوری مالی و ظاهراً هیچگاه خودش حاکم نبوده‌است. یکی دیگر از شخصیت‌ها به نام ابوبکر به عنوان مانسا حکومت کرد، اما او سلف ساکورا بود نه موسی.
به علاوه، برخی از تاریخ‌نگاران بدون جزئیات پیشنهاد کرده‌اند که این سفر باید به مانسا قو، که به گفته ابن خلدون پدر سلف محمد ابن قو بوده‌است، نسبت داده شود.

## تفسیر
هیچ شواهد غیرمناقشه برانگیزی از تماس پیشا-کلمبیایی بین آفریقاییان و آمریکاییان یافت نشده‌است. بدون توجه به این که هیچ‌کدام از کشتی‌های مالیایی تا به حال به آمریکا رسیده‌اند یا نه، ظاهراً هیچگاه به آفریقا برنگشته اند و هیچ پیامد بلند مدت اقتصادی نیز وجود نداشته‌است.
فرض بر این است که رودخانه ای که در دریا توسط نجات یافتگان از کاوش اول توصیف شده‌است، جریان قناری بوده‌است. نتیجه‌گیری این حقیقت از گزارش‌های موسی نشان می‌دهد که موسی از شرایط اقیانوس‌شناختی قسمت باز اقیانوس اطلس آگاهی‌هایی داشته‌است. جریان‌های قناری از غرب آفریقا به آمریکا که سفر از آفریقا به آمریکا را تسهیل می‌کرده، ولی بر روی سفر در جهت مخالف اثر عکسی داشته‌است.
ایوان ون سرتیما و محقق مالیایی، گوسو دیاوارا پیشنهاد کرده‌است که کشتی‌ها به «جهان جدید» رسیده‌اند. ون سرتیما به خلاصه وقایع کولومب از «بارتولومه دی ماس کاساس» ارجاع می‌دهد که براساس آن، هدف کلمب از سفر سوم، هم آزمودن ادعاهای پادشاه جان دوم از پرتقال بود که می‌گفت «قایق‌هایی یافت شده‌اند که از ساحل گینه [آفریقای غربی] رفته و با کالاهایی به سمت غرب رفته‌اند» و هم ادعاهایی از ساکنین بومی جزیره کارائیب از هیسپانیولا که «از جنوب و جنوب شرق افرادی آورده که نیزه‌هایشان از فلزاتی به نام گوانین ساخته شده … که مشخص گردیده ۳۲ جزء است: ۱۸ جزء آن طلا، ۵ جزء آن نقره و ۸ جزء آن مس است».
با این حال، بسیاری از باستان‌شناسان، انسان‌شناسان، قوم-تاریخ‌شناسان، زبان‌شناسان و سایر محققین پیشا-کلمبی می‌گویند که هیچ شواهدی وجود ندارد که چنین کاوشگرانی به آمریکا رسیده باشند و زمینه مدارک و شواهد برای پیشنهاد چنین تماسی بین آفریقاییان و بر جدید در هر نقطه از عصر پیشا-کلمبی ناکافیست. برای دیدگاه‌هایی که نماینده این دیدگاه باشد، به مسائل مطرح شده در آثار تحقیقاتی «هسلیپ-ویرا» و همکاران بنگرید که مثلاً اشاره می‌کنند: «هیچ صنایع دستی اصیل آ، ریقایی تا بحال در حفاری‌های باستان‌شناسی در بر جدید یافت نشده‌است». همچنین پاسخ‌هایی را بنگرید که در مقالات بازبینی شده برحسب سامانه داوری یکتا را ببینید از دیوید برومن، مایکل دی. کو، آن سافرز، پیتر فارست و سایر آکادمیسین‌های فعال در این حوزه. اورتیز دی مونتلانو و همکاران (۱۹۹۷، پسیم)، پرونده تماس‌های آفریقایی-آمریکایی را ادامه می‌دهد. سایر متخصصان برجسته مزوامریکایی چون استاد انسان‌شناس UC ریورساید، کارل تاوب مطمئنند که: «به سادگی می‌توان گفت که هیچ شواهد مادی از هرگونه تماس پیشا-هیسپانیک بین جهان قدیم و مزوآمریکایی قبل از ورود اسپانیاییان در قرن شانزدهم وجود ندارد».

## میراث
به نظر می‌رسد که خود مانسا موسی برنامه سلفش را غیر عملی در نظر گرفته‌است. نکته اصلی که به نظر می‌رسد سعی داشت برای امیر حاجب روشن سازد این بود که شکست سلفش در آن سفر راه را برای پادشاهی‌اش باز کرد. به همین شکل، گمانه‌زنی شده‌است که فقدان اطلاعات در سنن شفاهی در مورد این سفر، دیدگاهی در مورد سفر مانسا را انعکاس می‌دهد که سفر او نوعی سوء استفاده شرم‌آور از وظیفه خود بوده‌است.
در زمان‌های مدرن، این سفر معروف‌تر شده‌است. تاریخ‌نگار مالی «گاوسو دیاوارا» بر این نکته تأکید کرده‌است که مانسا باید برای سیاستمداران عصر مدرن به عنوان مثالی از حاکمی در نظر گرفته شود که علم و کشفیات را بر قدرت ترجیح داده‌است.

## کتابشناسی
- Austen, Ralph A.; Jan A. M. M. Jansen (1996). "History, Oral Transmission and Structure in Ibn Khaldun's Chronology of Mali Rulers". History in Africa. Waltham, MA: African Studies Association. 23 (1): 17–28. doi:10.2307/3171932. hdl:1887/2778. ISSN 0361-5413. JSTOR 3171932. OCLC 2246846.
- Baxter, Joan (2000-12-13). "Africa's 'greatest explorer'". BBC News.
- Bell, Nawal Morcos (1972). "The Age of Mansa Musa of Mali: Problems in Succession and Chronology". International Journal of African Historical Studies. New York: Africana Publishing, for the Boston University African Studies Center. 5 (2): 221–234. doi:10.2307/217515. ISSN 0361-7882. JSTOR 217515. OCLC 48537235.
- Canós-Donnay, Sirio (2019-02-25). "The Empire of Mali". Oxford Research Encyclopedia of African History. Oxford University Press. doi:10.1093/acrefore/9780190277734.013.266. ISBN 978-0-19-027773-4.
- Cooley, William Desborough (1841). The Negroland of the Arabs Examined and Explained; or, An Inquiry into the Early History and Geography of Central Africa. London: J. Arrowsmith. OCLC 4760870.
- Devisse, J.; Labib, S. (1984). "Africa in inter-continental relations".  In Niane, D. T. (ed.). General History of Africa IV: Africa from the Twelfth to the Sixteenth Century.
- Fauvelle, François-Xavier (2018) [2013]. "The Sultan and the Sea". The Golden Rhinoceros: Histories of the African Middle Ages. Troy Tice (trans.). Princeton University Press. ISBN 978-0-691-18126-4.
- Gomez, Michael A. (2018). African Dominion: A New History of Empire in Early and Medieval West Africa. Princeton University Press. ISBN 978-0-691-19682-4.
- Haslip-Viera, Gabriel; Bernard Ortiz de Montellano; Warren Barbour (June 1997). "Robbing Native American Cultures: Van Sertima's Afrocentricity and the Olmecs". Current Anthropology. Chicago, IL: University of Chicago Press, sponsored by Wenner-Gren Foundation for Anthropological Research. 38 (3): 419–441. doi:10.1086/204626. ISSN 0011-3204. OCLC 62217742. S2CID 162054657. Archived from the original (Reproduced online) on 2011-04-15. Retrieved 2008-04-10.
- Haslip-Viera, Gabriel; Ortiz de Montellano, Bernard; Barbour, Warren (1997). "Robbing Native American Cultures: Van Sertima's Afrocentricity and the Olmecs". Current Anthropology. 38 (3): 419–441. doi:10.1086/204626. S2CID 162054657.
- Morison, Samuel Eliot (1963). Journals and Other Documents on the Life and Voyages of Christopher Columbus. New York: The Heritage Press.
- Levtzion, Nehemia (1963). "The Thirteenth- and Fourteenth-Century Kings of Mali". Journal of African History. Cambridge: Cambridge University Press. 4 (3): 341–353. doi:10.1017/S002185370000428X. ISSN 0021-8537. JSTOR 180027. OCLC 1783006.
- Levtzion, Nehemia (1977). "The western Mahgrib and Sudan".  In Roland Anthony Oliver (volume ed.) (ed.). The Cambridge History of Africa: Vol. 3, From c. 1050 to c. 1600. John Donnelly Fage and Roland Oliver (series general eds.) (reprinted 2001 ed.). Cambridge: Cambridge University Press. pp. 331–462. ISBN 0-521-20981-1. OCLC 185545332.
- Levtzion, Nehemia; Hopkins, J. F. P., eds. (2000). Corpus of Early Arabic Sources for West African History. Markus Wiener Publishers. ISBN 978-1-55876-241-1.
- Masonen, Pekka (2000). The Negroland Revisited: Discovery and Invention of the Sudanese Middle Ages. Annales Academiae Scientiarum Fennicae, Ser. Humaniora, no. 309. Helsinki: Finnish Academy of Science and Letters. ISBN 951-41-0886-8. OCLC 45681680.
- Ortiz de Montellano, Bernard; Gabriel Haslip-Viera; Warren Barbour (Spring 1997). "They Were NOT Here before Columbus: Afrocentric Hyperdiffusionism in the 1990s". Ethnohistory. Durham, NC: Duke University Press, issued by the American Society for Ethnohistory. 44 (2): 199–234. doi:10.2307/483368. ISSN 0014-1801. JSTOR 483368. OCLC 42388116.
- Niane, Djibril Tamsir (1959). "Recherches sur l'Empire du Mali au Moyen Age". Recherches Africaines (به فرانسوی). Archived from the original on 2007-05-19.
- Niane, D. T. (1984). "Mali and the second Mandingo expansion".  In Niane, D. T. (ed.). General History of Africa IV: Africa from the Twelfth to the Sixteenth Century.
- Rucker, Walter C. (2018). "The Black Atlantic and the African Diaspora". Oxford Research Encyclopedia of Religion. Oxford University Press. ISBN 978-0-19-934037-8.
- Taube, Karl (2004). Olmec Art at Dumbarton Oaks (PDF). Pre-Columbian Art at Dumbarton Oaks, no. 2. Washington, D.C.: Dumbarton Oaks Research Library and Collection; Trustees of Harvard University. ISBN 0-88402-275-7. OCLC 56096117. Archived from the original (PDF online reproduction) on 2008-02-27.
- Thacher, John Boyd (1903). Christopher Columbus: his life, his work, his remains, as revealed by original printed and manuscript records, together with an essay on Peter Martyr of Anghera and Bartolomé De Las Casas, the first Historians of America. New York: G. P. Putnam's Sons.
- Thornton, John K. (2012-09-10). A Cultural History of the Atlantic World, 1250-1820. Cambridge University Press. ISBN 978-0-521-72734-1.
- Van Sertima, Ivan (1976). They Came Before Columbus. New York: Random House. ISBN 0-8129-6817-4.